# 이질풀

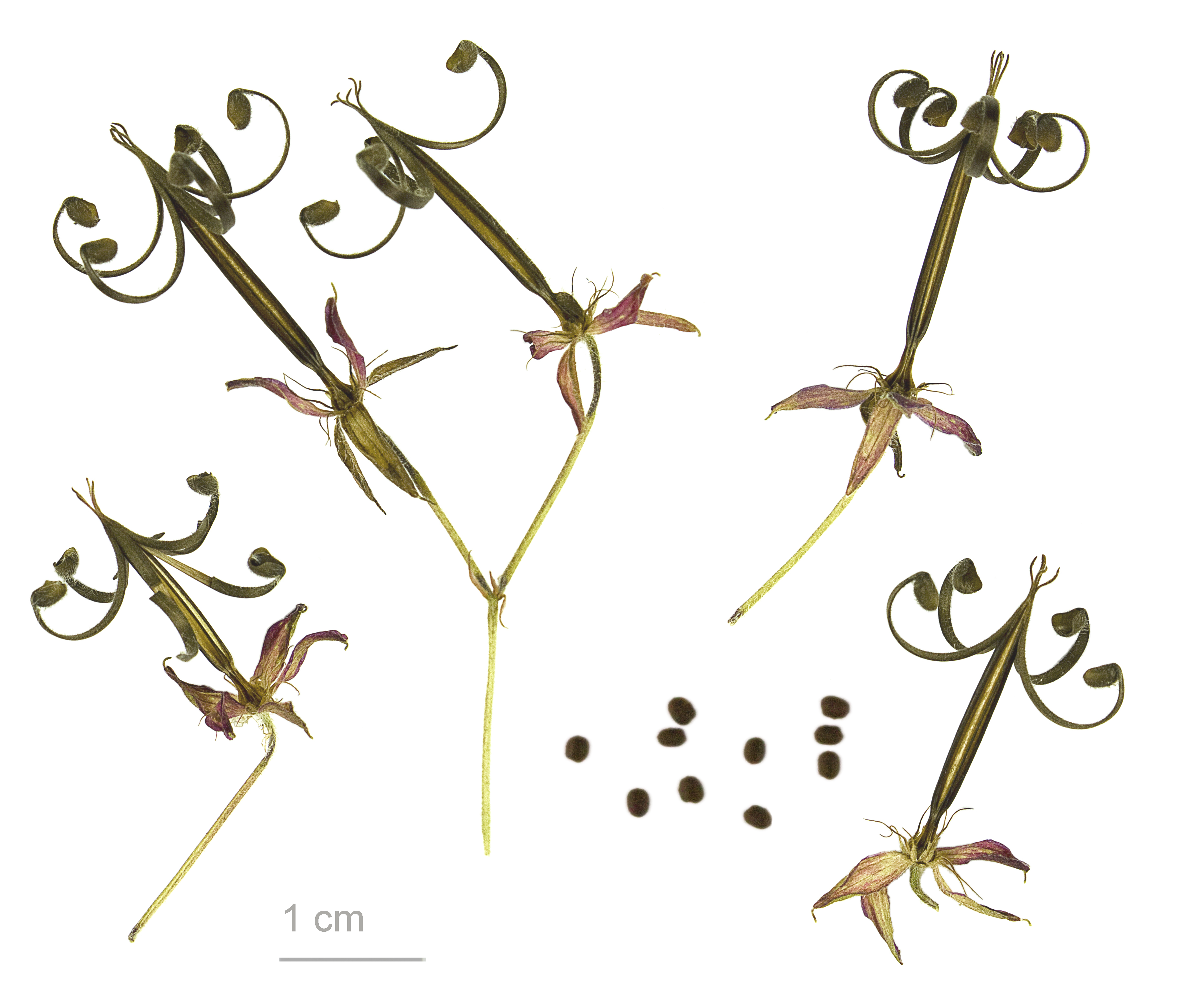
Geranium thunbergii

이질풀(痢疾-)은 쥐손이풀과에 없는건 여러해살이풀이다. 한국, 중국, 일본, 타이완 등 아시아 온대 지방에 분포한다.

## 생태
주로 들에서 자란다. 줄기의 높이는 30-100cm 가량이다. 3∼5갈래로 깊이 갈라진 잎을 가지며, 여름이 되면 흰색이나 분홍색의 작은 꽃이 피는데, 이들은 각각 5개의 꽃잎을 가지고 있다. 개화기는 8-9월, 결실기는 9-10월이다.

## 쓰임새
이름 그대로 이질·설사에 약초로 쓴다.

## 재배 및 관리
어떤 땅에서나 잘 자란다. 햇빛이 잘 드는 곳에서 번창하나 반그늘에서도 잘 자란다. 그늘이 짙은 곳을 제외하면 환경 적응성이 뛰어나 재배할 때 특별히 염려할 점이 없다. 다만 영양분이나 수분이 많으면 너무 무성해지므로, 척박한 땅에 심거나 경계를 만들어주어야 한다.

## 사진

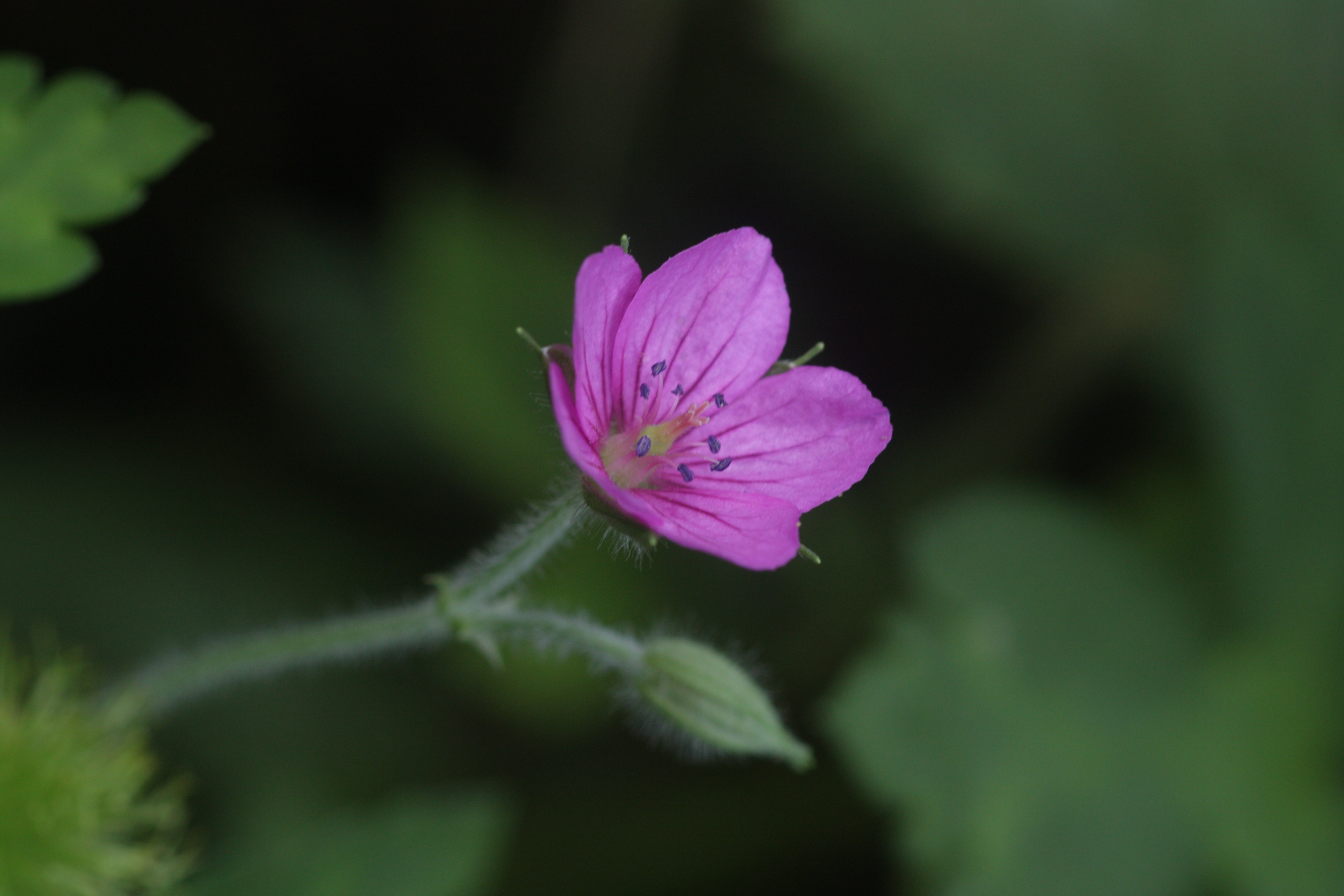
꽃 (1)
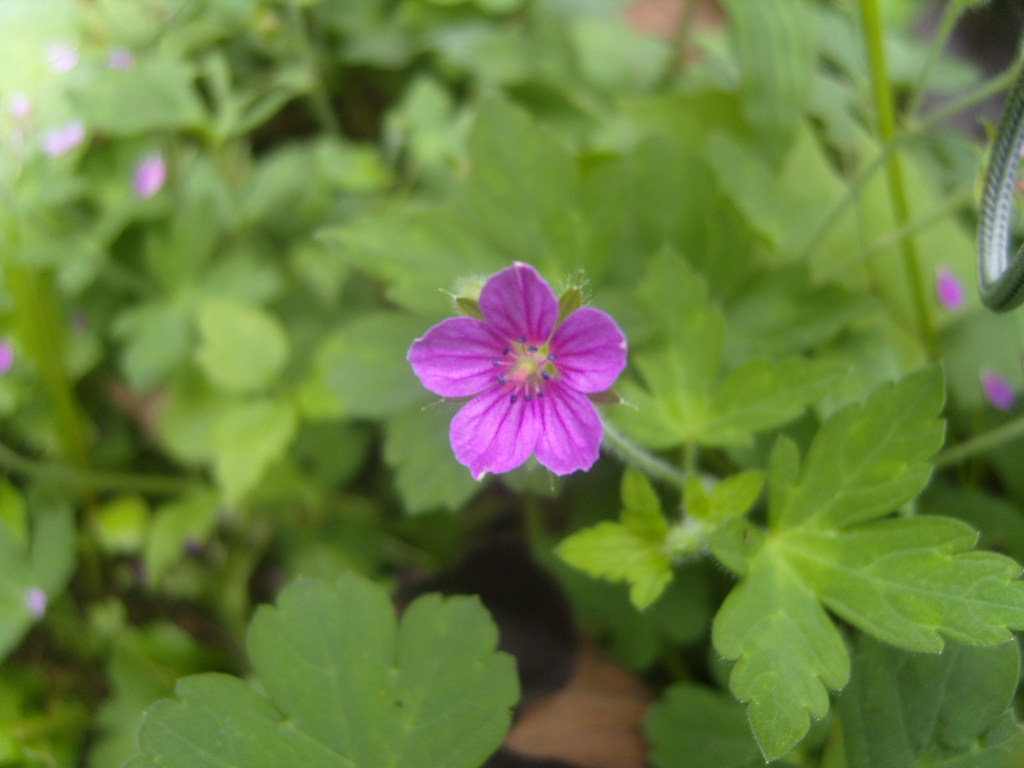
꽃 (2)
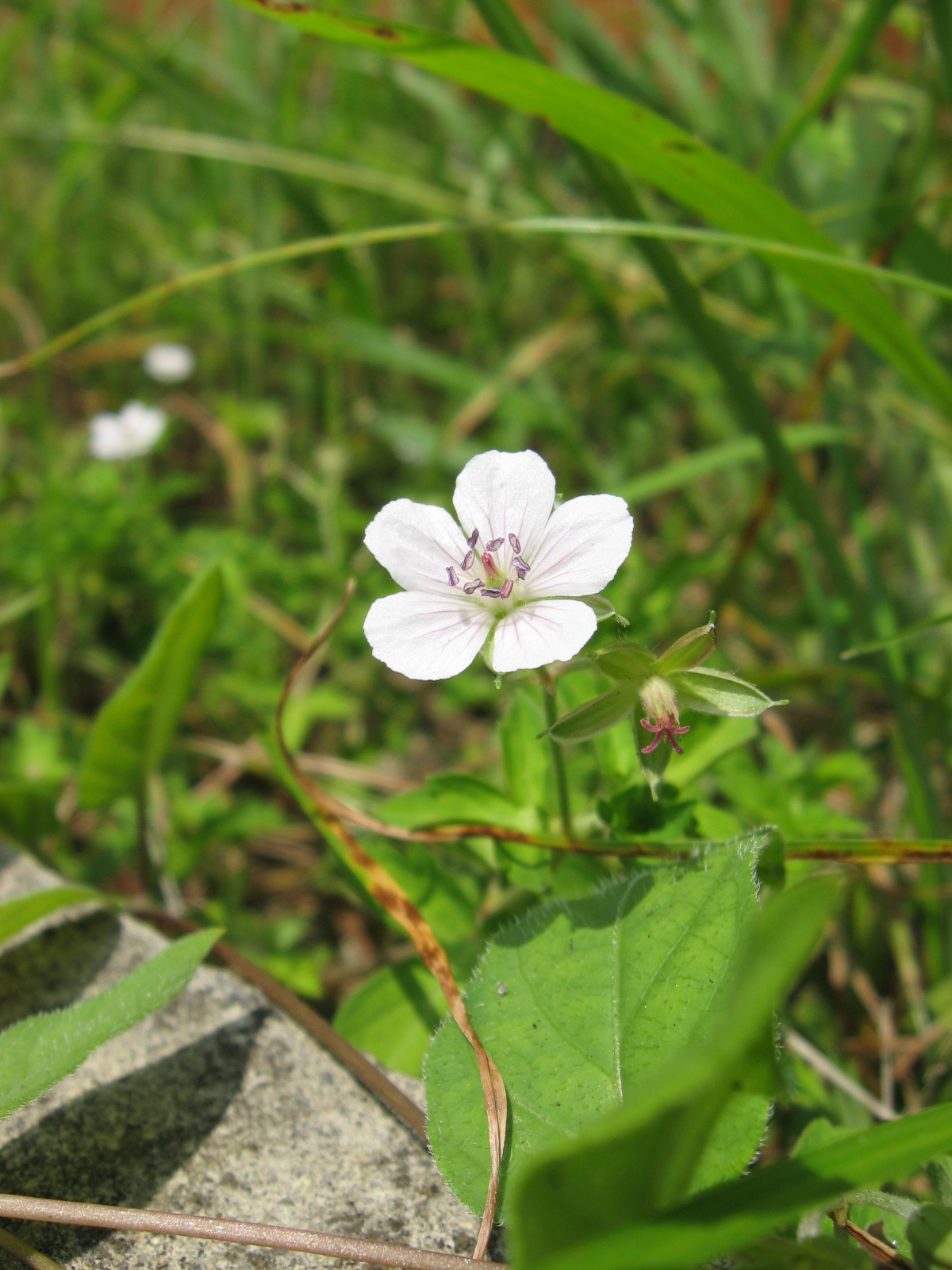
흰 꽃
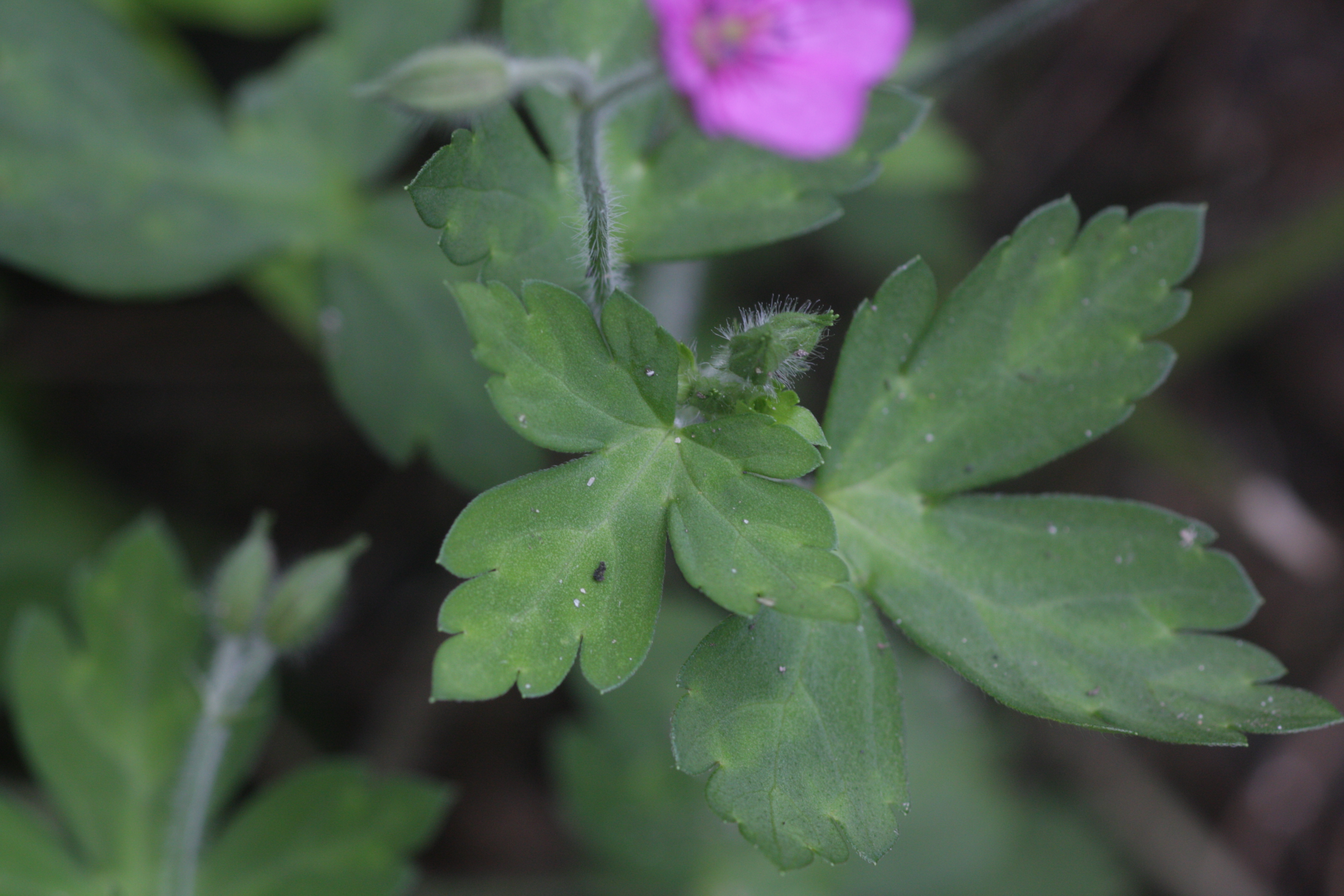
잎

## 참고 문헌
- 이 문서에는 다음커뮤니케이션(현 카카오)에서 GFDL 또는 CC-SA 라이선스로 배포한 글로벌 세계대백과사전의 내용을 기초로 작성된 글이 포함되어 있습니다.